# Lago Ulungur
El lago Ulungur (en chino simplificado, 乌伦古湖; pinyin, Ulungur Hu) es un gran lago de agua dulce del noroeste de China  localizado en la parte norte de la Región Autónoma Uigur de Sinkiang, en el condado de Fuhai. Con una superficie de 1.035 km², es el 14º lago por extensión de China. (Anteriormente, el lago tenía una superficie menor, de 827 km² pero tras el trasvase que se realiza mediante un canal artificial desde el río Irtysh, su superficie ha aumentado.)

## Geografía
El lago Ulungur se encuentra en una depresión árida, y es el centro de una cuenca endorreica, localizada justo al sur del curso chino del río Irtysh (llamado en esta región Ertix He). Se alimenta principalmente por el río Ulungur, que llega desde el este y que es su principal afluente natural, aunque algunos otros ríos, mucho más pequeños, también contribuyen a un abastecimiento intermitente.
El lago Ulungur se divide en dos lagos más pequeños: el lago Buluntuo, localizado más al norte, y con mucho, el más grande, y el lago Jili, al sur.
Se ha finalizado recientemente (comenzado en 1969 y en servicio desde el año 2000) un canal desde la cercana cuenca del Irtysh, para transferir una parte del caudal del río Irtysh en el lago. A través de un canal de 300 km de longitud,  son transferidos  14,27 m³/s, que totalizan 450 millones de metros cúbicos. Se prevé aumentar este volumen a mil millones de metros cúbicos en 2020.

## Turismo
Una gran playa de arena se extiende a lo largo de diez kilómetros en la ribera sureste del lago, siendo ahora  un lugar preferido por los turistas ya que ofrece la oportunidad para realizar diversas actividades acuáticas, como la natación, los paseos en bote, canoa, o a motor, etc.
En invierno, el lago está completamente congelado, y se organiza la pesca en el hielo. El agua del lago es bastante salobre, pero aun así es rico en muchos peces de agua dulce, como la perca, los carassius, la tenca, el ide o el rutilo. También se encuentran en el lago almejas de agua dulce.
En 1906, la expedición liderada por el geólogo ruso Vladímir Óbruchev encontró al este del lago la «ciudad de Eolo» («Эоловый город»), un curioso paisaje rocoso formado por la acción del viento.